# Кынгарга
Кынгарга́ (Кынгырга́, бур. Хэнгэргэ — «барабан») — река в Тункинском районе Бурятии, левый приток Тунки.

## География
Длина реки — 26 км. Берёт начало на южном склоне Тункинских Гольцов на высоте около 2000 м. Течёт на юг в каньонообразном ущелье, образуя 2 водопада. При выходе реки в Тункинскую долину расположен посёлок Аршан с находящимся здесь курортом на минеральных источниках. В нижнем течении во́ды реки текут по нескольким каналам по восточной окраине Хойморского поозёрья. Впадает в реку Тунку в 3 км западнее улуса Табалангут.

## История
К середине 1920-х годов на реке было построено около тридцати водяных мельниц, которые обслуживали население Тункинской долины. В 1926 году на реке была построена малая гидроэлектростанция для энергоснабжения курорта Аршан.
28 июня 2014 года на посёлок Аршан сошёл сель. Селевые потоки по реке Кынгарга и ручьям, бегущим со склонов Тункинских Гольцов, образовались из-за сильного дождя в ночь с 27-го на 28-е июня. Сель снёс 21 дом, всего в зону подтопления попало 82 дома. До селя на реке было 12 водопадов, самый большой из них имел высоту падения 10 м (согласно табличке около водопада). Ранее сель по реке сходил в 1971 году.

## Галерея

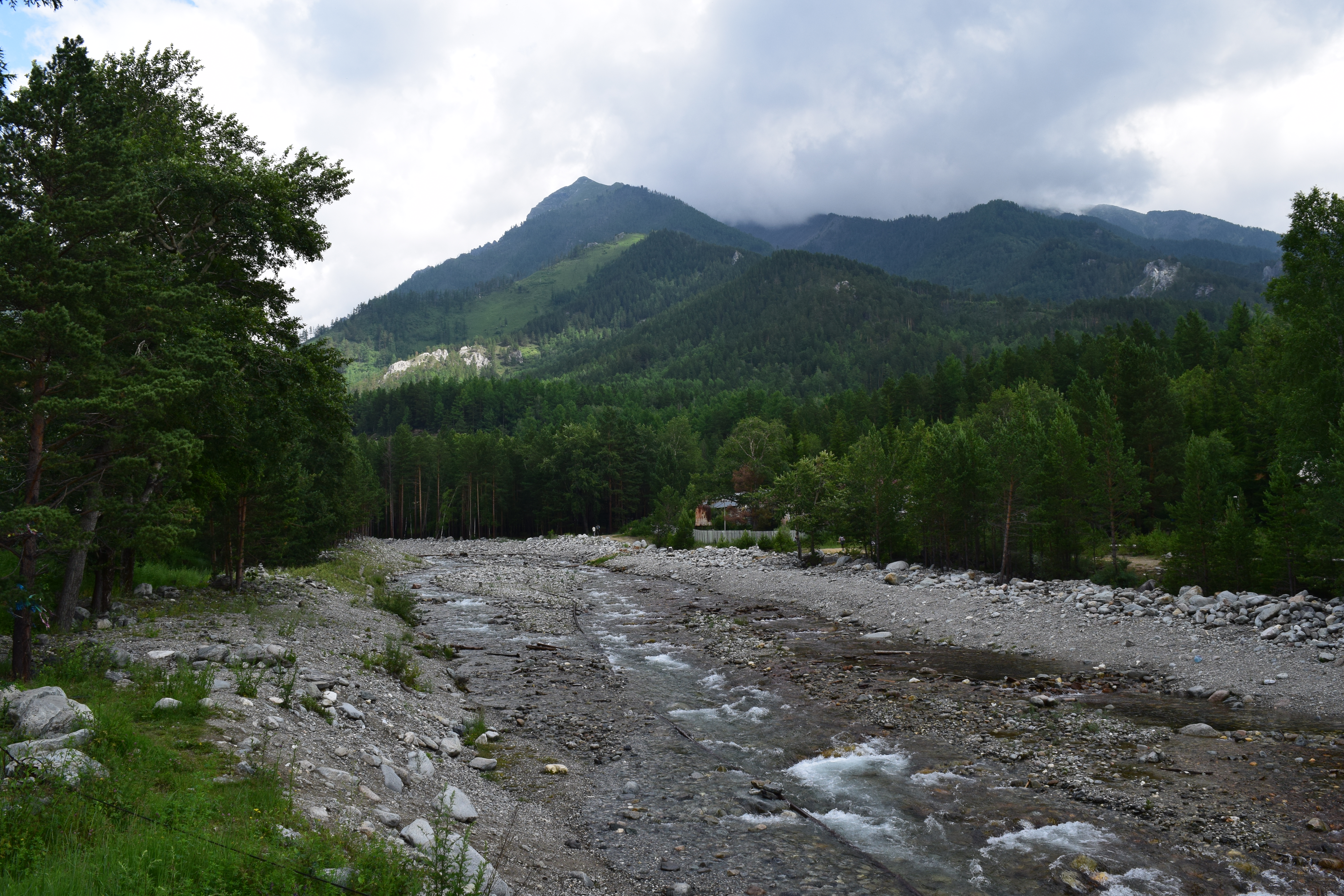
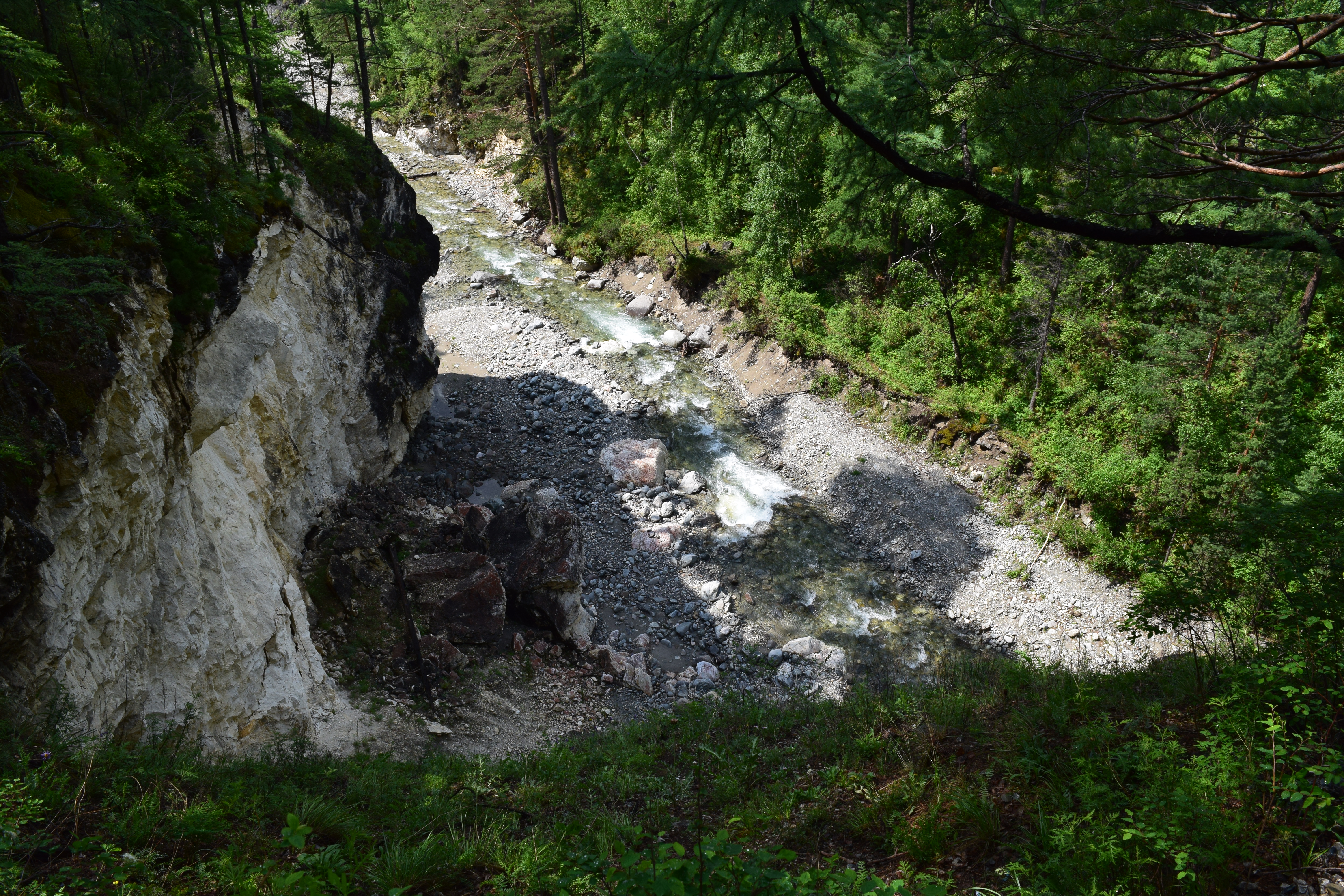
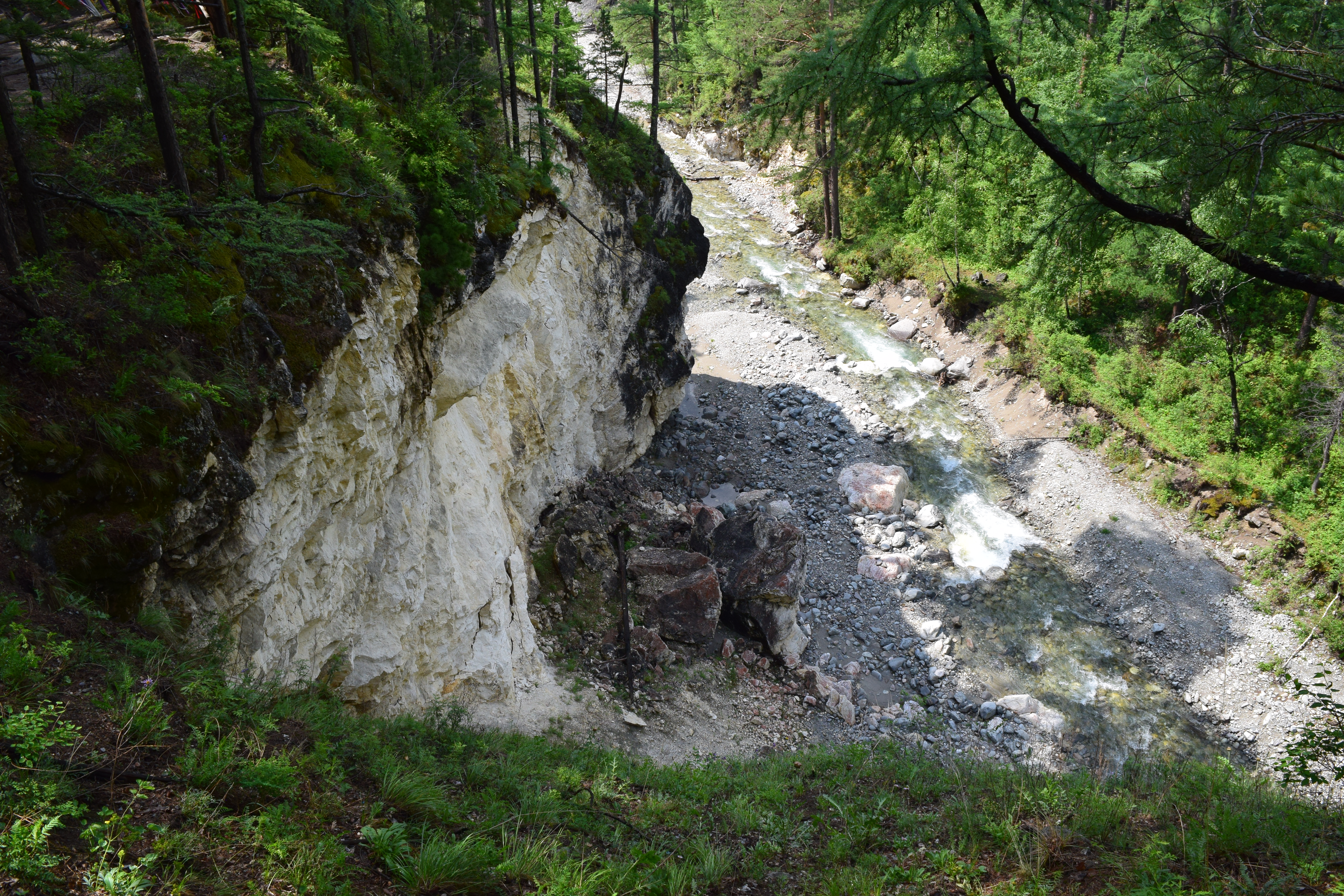
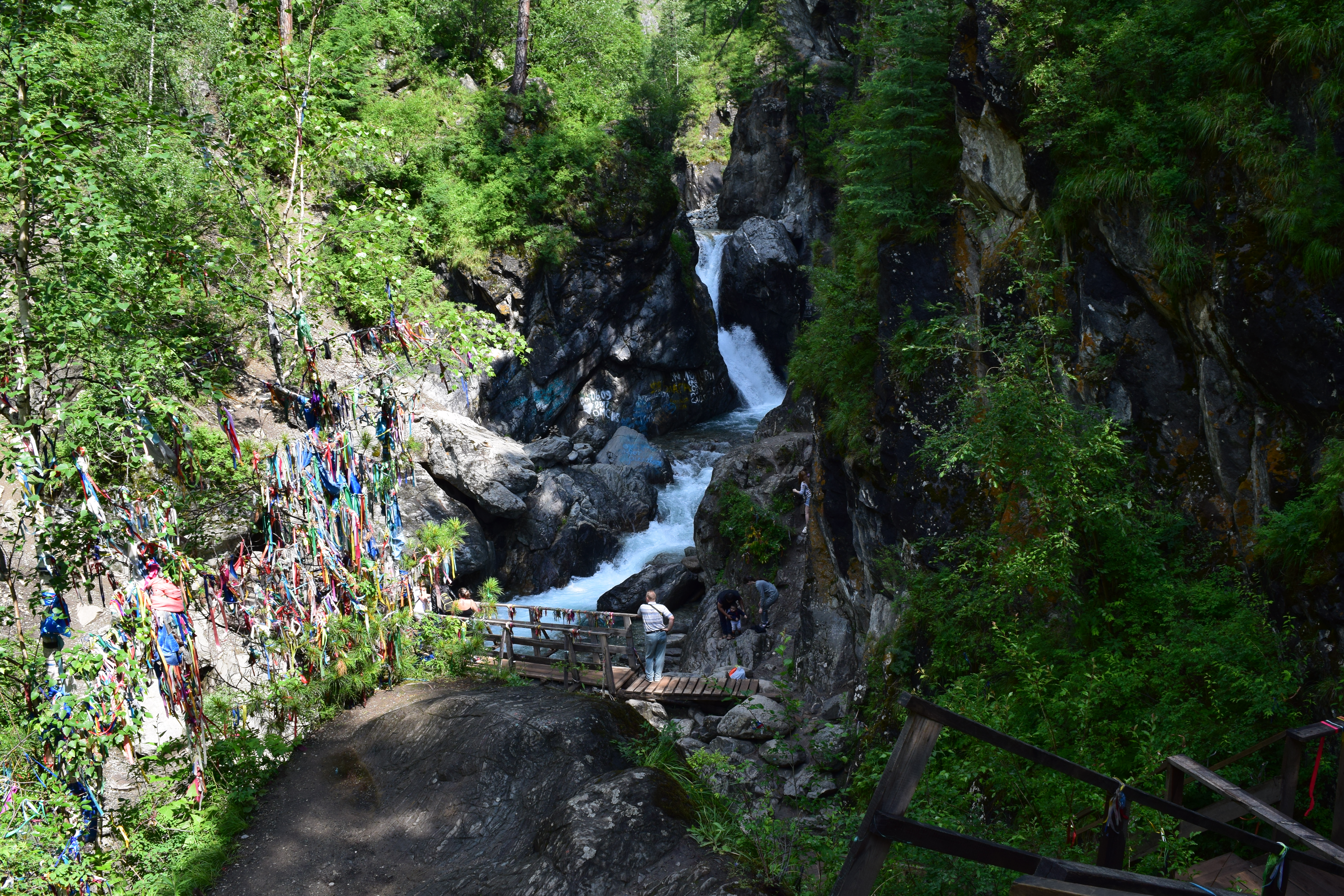
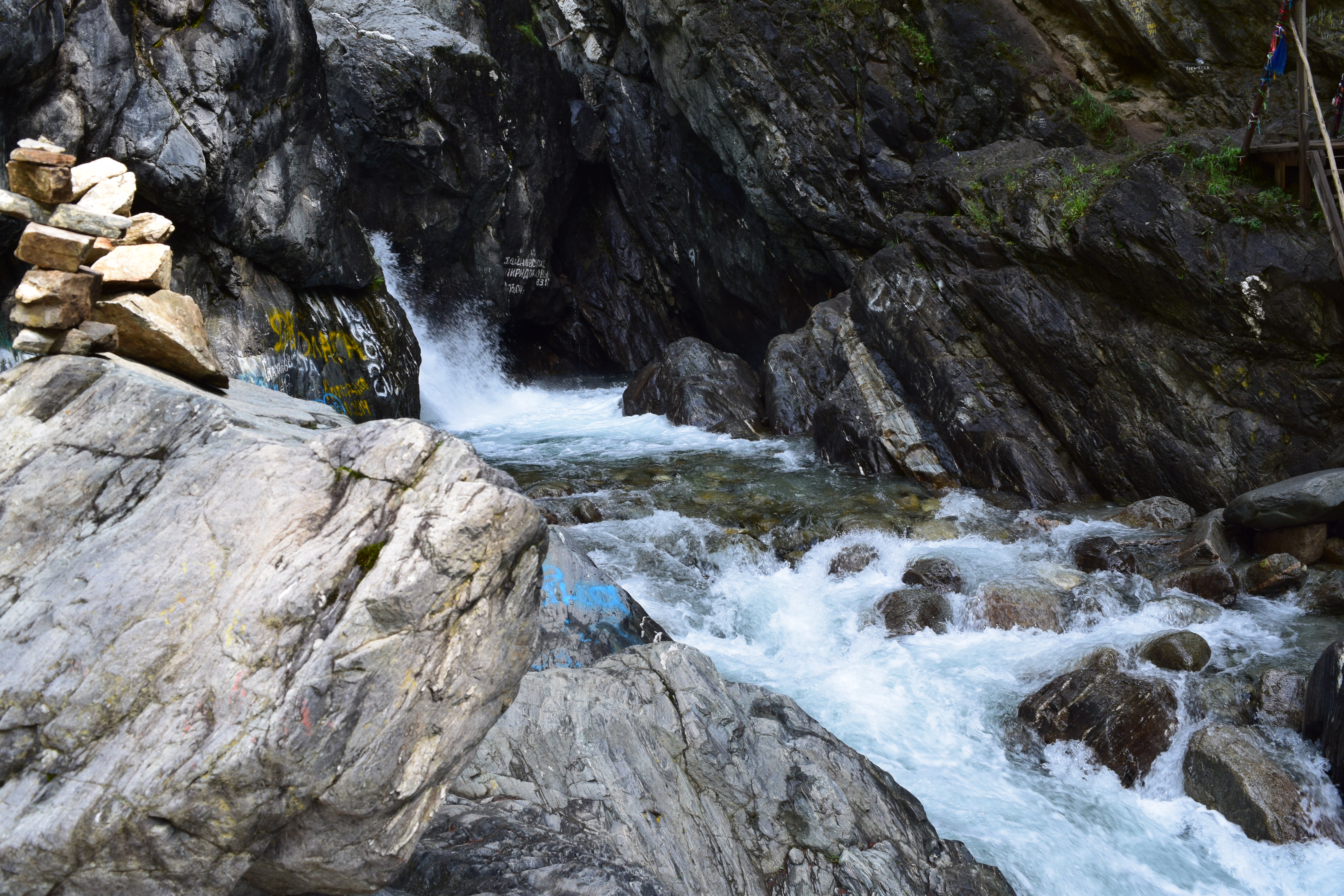
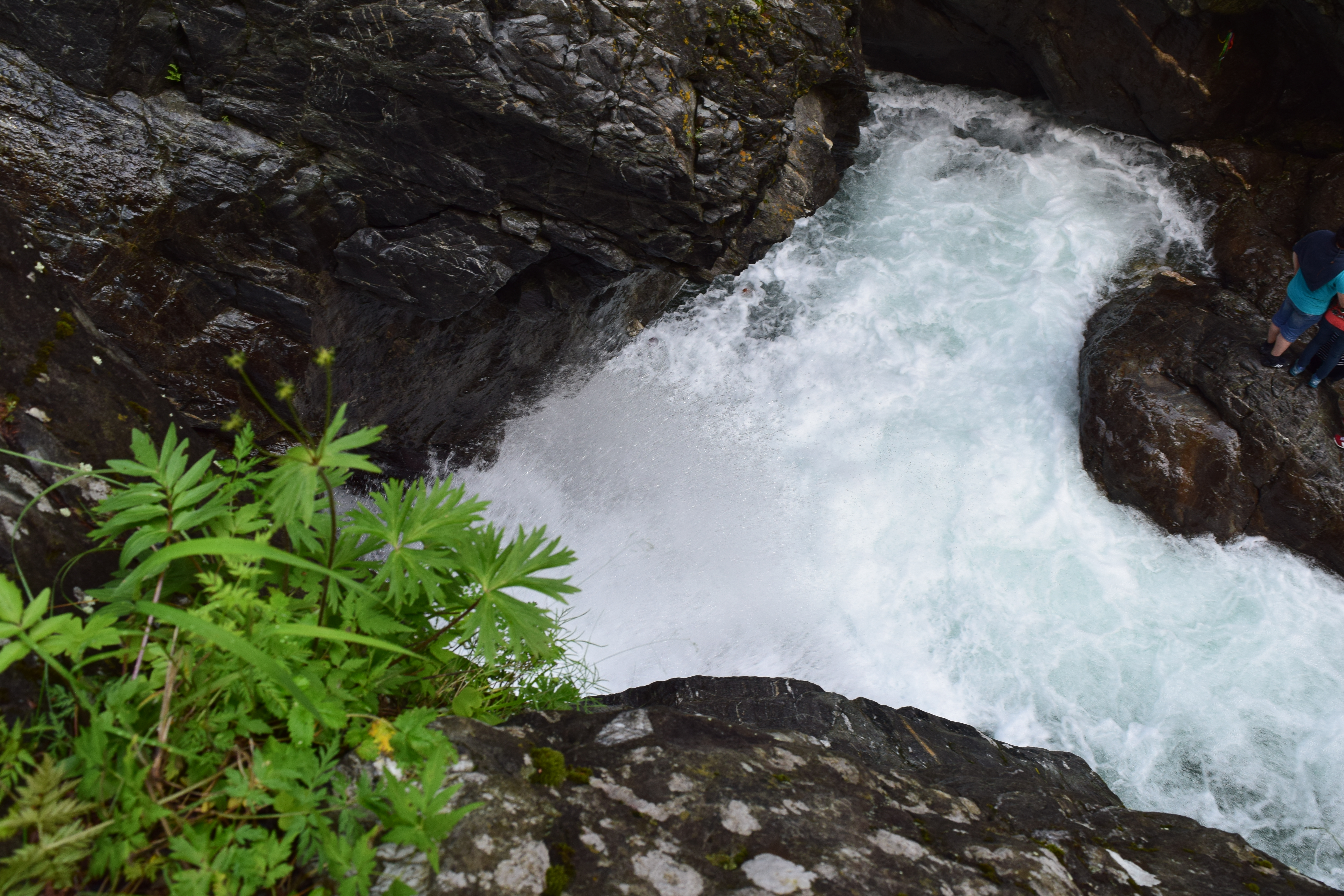
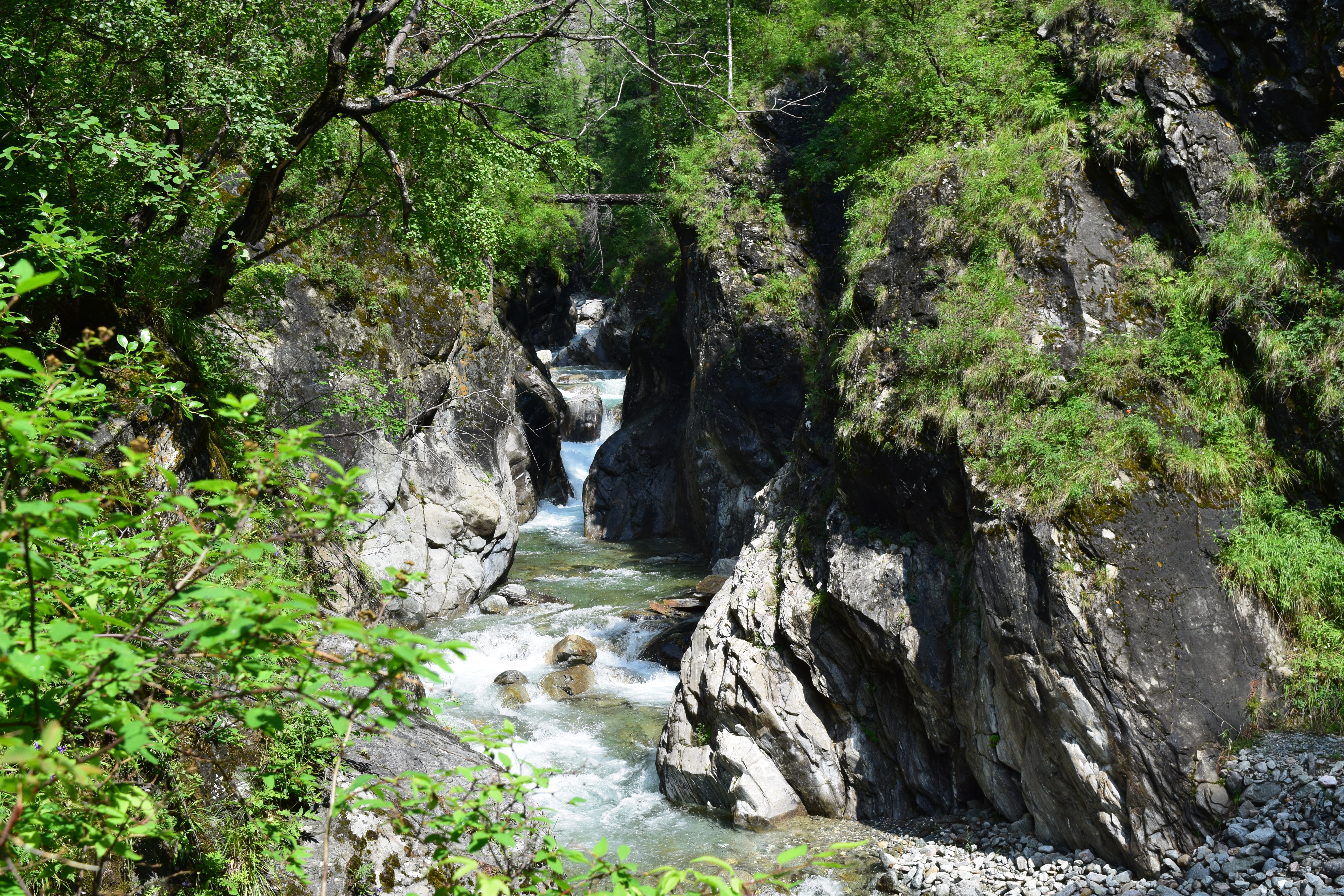
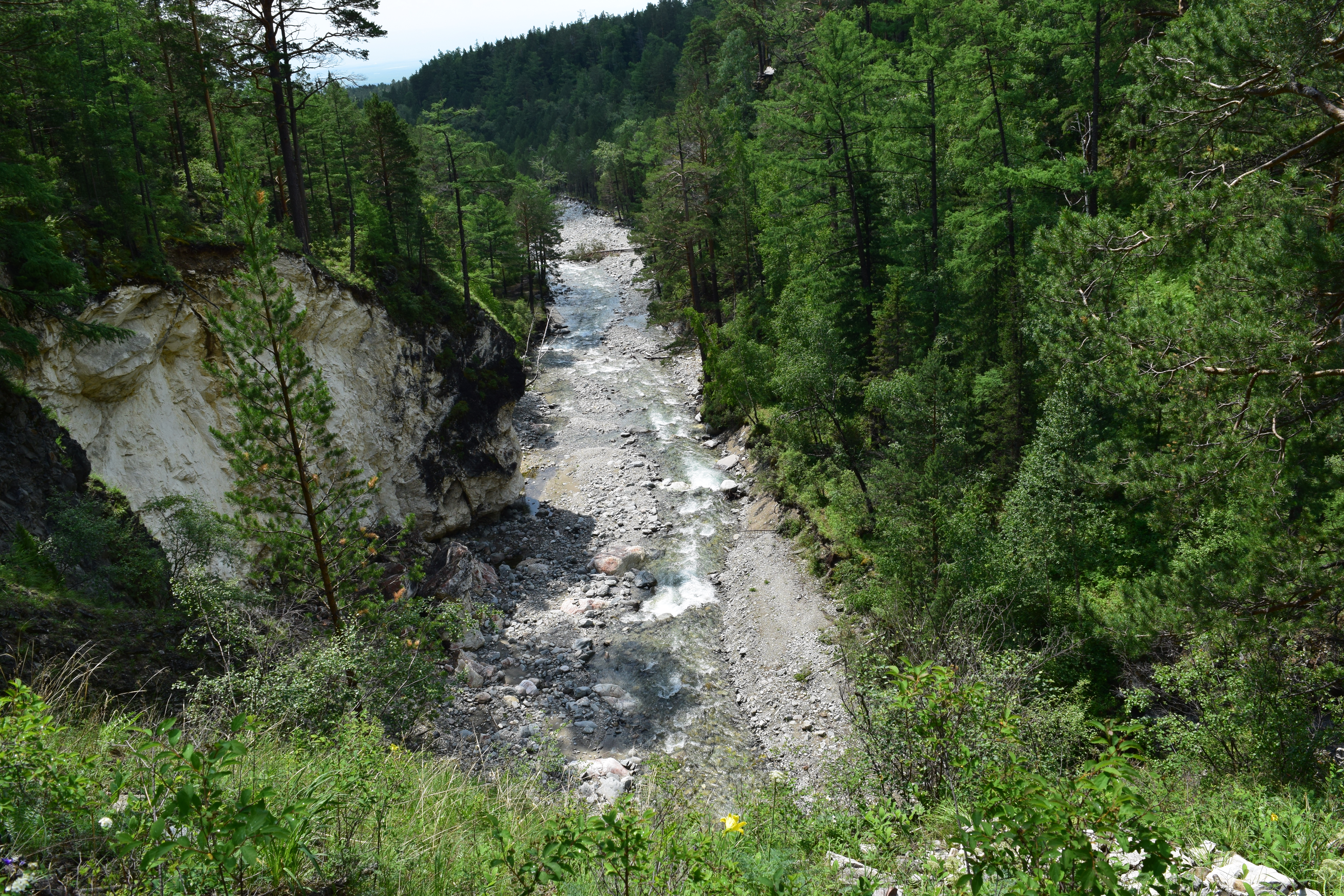
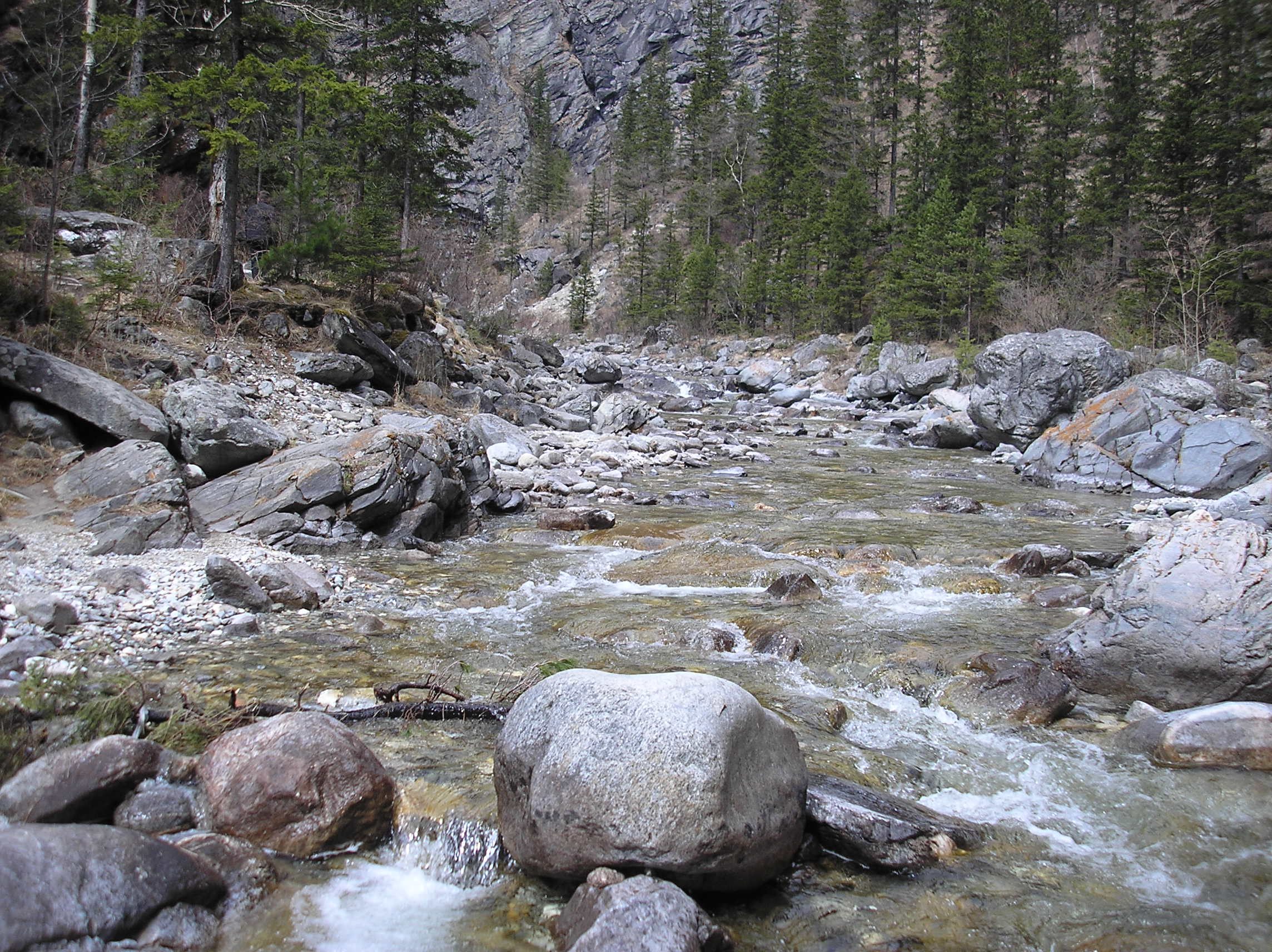